# Факсенфельд (замок)
Замок Факсенфельд — замок, построенный в XVI веке в Факсенфельде (ныне входит в муниципалитет Ален в районе Восточный Альб).

## История
Факсенфельд с начала XV века принадлежал фрайхеррам фон Вёльварт-Лаубах, им и сегодня принадлежат земли в Вайлингене — районе Факсенфельда.
С именами баронов фон Вёльвартов связаны первые упоминания о замке Факсенфельд. Первое из низ относится к 1540 году, когда Георг Зигмунд фон Вёльварт распорядился построить в Факсенфельде больший по размерам дом — впрочем, это не был ещё замок, а дом крестьянина. Замком он стал в 1567 году, после перестройки его сыном Георга Зигмунта, Гансом Зигмундом фон Вёльвартом.
Во время Тридцатилетней войны, поскольку владевший на тот момент замком Каспар Генрих фон Вёльварт поддерживал вторгнувшихся на территорию Германии шведов, он по приказу императора Священной Римской империи Фердинанд II был лишен замка Факсенфельд, который был занят в 1634 году великим магистром Тевтонского ордена Иоганном Каспаром фон Штадионом. Впрочем, фон Вёльварт получил замок назад четыре года спустя, однако в довольно разоренном состоянии. Восстановлен он был только к 1660 году.
В Рождество 1699 году замок сгорел. В начале XIX века поместье прошло во владение Карла фон Варнбюлера, который продал его своему зятю Вильгельму Людвигу фон Кёнигу в 1827 году.
Именно с фон Кёнигами (поскольку замок Факсенфельд имел статус рыцарской мызы, то потомки Вильгельма Людвига
носили титул фрайхерров фон Кёниг-Факсенфельд) связан расцвет замка и превращение его в один из центров германского искусства и культуры. В 1828 году при Вильгельме фон Кёниге был построен дворец в стиле классицизма, к которому в 1839 году было пристроен бельведер. Около 1900 года, уже при владельце замка Франце фон Кёниг-Факсенфельде, по планам швейцарского архитектора Андре Ламберта была осуществлена перестройка библиотеки в стиле модерн с её расширением, а также добавление художественной галереи для размещения картин, приобретенных владельцем замка. Также в это же время, по планам Ламберта, при замке был разбит ландшафтный парк площадью 7,8 га, сохранивший до настоящего времени изначальную флору и фауну и представляющий собой подлинную ботаническую жемчужину, восходящую к XIX веку.

## Настоящее время
В 1982 году последний владелец замка, фрайхерр Рейнхард фон Кёниг-Факсенфельд, не имея прямых наследников, основал «Фонд замка Факсенфельд», предназначенный для сохранения замка, в том числе его коллекций, а также парка, и обеспечивающий функционирование их как музейных объектов. Также Фондом учреждена премия имени Рейнхарда фон Кёниг-Факсенфельда, вручаемая раз в два года, «за новые технологические решения, отвечающие насущным социальным вызовам, инженерную смелость, существенный вклад в устойчивый научно-технический прогресс». Вручение премии происходит в замке Факсенфельд.
В настоящее время в замке хранится коллекция картин, собранная Францем фон Кёниг-Факсенфельдом, прежде всего, швабских импрессионистов, в их числе Герман Плойер и Отто Рейнигер, а также открыта постоянная выставка, посвященная деятельности Рейнхарда фон Кёниг-Факсенфельда в области автоспорта и автомобилестроения (например, в гараже замка можно видеть автомобиль Mercedes-Benz SSKL, на котором известный немецкий гонщик Манфред фон Браухич победил в гонке на трассе АФУС в Берлине в 1932 году), в частности, его фундаментальным работам в области аэродинамики транспортных средств. Доступ публики в замок и парк при нем открыт с середины марта по октябрь включительно, по субботам и воскресеньям.